# I Need a House
I Need a House är en poplåt från 2006 skriven av Jörgen Elofsson och Rodrigues och spelades in av Marie Serneholt.

## Listplaceringar
| Lista (2006) | Topplacering |
| ------------ | ------------ |
| Schweiz      | 72           |
| Sverige      | 40           |